# Footjob
 Der er for få eller ingen kildehenvisninger i denne artikel, hvilket er et problem. Du kan hjælpe ved at angive troværdige kilder til de påstande, som fremføres i artiklen.

Et footjob er slang for kønslig omgang mellem en mands penis og en partners fødder. Footjobbet kan ledes helt tilbage til romerriget hvor man har fundet kalkmalerier af en kvinde, der højst sandsynligt giver en mand et footjob. Selve kalkmaleriet blev fundet i et "glædeshus" hvor der på toppen af alle lofter var afbilledet den pågældende piges speciale.

## Footjobbets udførelse
Når man skal udføre et footjob, placerer giveren sine fødder omkring modtagerens penis og kører dem op og ned af penissen. Det er muligt, at modtageren bare holder giverens fødder omkring sin penis og bevæger enten sit underliv eller giverens fødder frem og tilbage. Det er også muligt, at der er flere givere, hvor giverne enten deles om, eller skiftes til, at give footjobbet. Et footjob udføres bedst, når manden har sin erektion, og det kan nogle gange komme til en udløsning for manden.
| Sex | Spire Denne artikel om sex eller sexologi er en spire som bør udbygges. Du er velkommen til at hjælpe Wikipedia ved at udvide den. |